# سانتياغو مارتينيز
سانتياغو مارتينيز (بالإسبانية: Santiago Martínez Pintos)‏ هو لاعب كرة قدم أوروغواياني في مركز الوسط، ولد في 30 يوليو 1991 في سالتو في الأوروغواي. شارك مع منتخب الأوروغواي تحت 20 سنة لكرة القدم. أما مع النوادي، فقد لعب مع انيستتوتو وكيلمس ومونتيفيديو واندررز.

## وصلات خارجية
- سانتياغو مارتينيز على موقع الاتحاد الدولي (مؤرشف)  (الإنجليزية)
- سانتياغو مارتينيز على موقع قاعدة بيانات كرة القدم.إي يو (الإنجليزية)
- سانتياغو مارتينيز على موقع Soccerway.com (الإنجليزية)
- سانتياغو مارتينيز على موقع AS.com (الإسبانية)